# Sonată trio
Sonata în trio este o formă muzicală care a fost populară în secolele XVII și XVIII.
O sonată în trio este compusă pentru două instrumente melodice solo și un basso continuo, fiind pentru trei voci, de unde și denumirea de sonată în trio. Totuși, deoarece basso continuo este asigurat de obicei de cel puțin două instrumente (de regulă un violoncel și un instrument cu claviatură cum ar fi clavecinul) interpretarea sonatelor în trio presupune de obicei cel puțin patru instrumentiști. Sonatele în trio ale lui Arcangelo Corelli (Opus 1, 1681, și Opus 3, 1689) au avut o influență deosebită în timpul vieții sale și multă vreme după aceea.
Instrumentele pentru melodie sunt de regulă două viori. O excepție celebră este Ofranda muzicală a lui Johann Sebastian Bach care este compus pentru o vioară și un flaut.
Sonatele în trio pentru orgă ale lui Bach (BWV 525–530) combină toate cele trei părți într-un singur instrument. Mâna dreaptă, mână stângă și pedalele interpretează o melodie proprie, creând astfel textura de trio. O altă inovație a lui Bach au fost sonatele în trio care implicau și un clavecin de mână dreaptă obbligato pe lângă linia bas, plus un instrument pentru melodie. Exemple sunt cele șase sonate pentru clavecin și vioară solo (BWV 1014–1019), trei sonate pentru clavecin și viola da gamba (BWV 1027–1029) și trei sonate pentru clavecin și flaut (BWV 1030–1032).

## Exemple
- Tomaso Albinoni - 12 sonate da chiesa (Op. 1) și 12 sonate da camera (Op. 8)
- Arcangelo Corelli - 24 de sonate da chiesa (Op. 1 și 3), 24 de sonate da camera (Op. 2 și 4)
- Henry Purcell - 12 sonate pentru trei părți (1683), zece sonate în patru părți (1697) (toate pentru două viori și basso continuo)
- Johann Sebastian Bach - Sonatele în trio BWV 1036–1039. Atribuirea unora dintre acestea se află încă în dezbatere, dar toate sunt muzică de cameră tipic barocă. Acestea sunt compuse pentru două viori și basso continuo, excepție făcând 1039 care este compusă pentru două flauturi și basso continuo. De asemenea, Bach a mai compus și șase sonate în trio cu orgă, BWV 525-530
- Georg Friedrich Händel - Trei sonate în trio, Op. 2 și 5
- Georg Philipp Telemann - în jur de 150 de sonate în trio, majoritatea în stilul lui Corelli
- Antonio Vivaldi - 12 sonate în trio de cameră (Op. 1), două sonate în trio combinate cu sonata solo (Op. 5) și în jur de 10 sonate în trio nepublicate

## Literatură
- Allsop, Peter. 1992. The Italian "Trio" Sonata: From Its Origins until Corelli. Oxford Monographs on Music. Oxford: Clarendon Press; New York: Oxford University Press.  ISBN 0-19-816229-4.
- Willi Apel. 1990. Italian Violin Music of the Seventeenth Century, edited by Thomas Binkley. Bloomington: Indiana University Press. ISBN 0-253-30683-3.
- Christopher Hogwood. 1979. The Trio Sonata. BBC Music Guides. London: British Broadcasting Corporation. ISBN 0-563-17095-6.
- Roger Kamien. Music an Appreciation, Edition Sixth Brief
- Mangsen, Sandra. 2001. "Trio Sonata". The New Grove Dictionary of Music and Musicians, second edition, edited by Stanley Sadie and John Tyrrell. London: Macmillan Publishers.
- Schenk, Erich. 2005. Die Triosonate. Das Musikwerk, eine Beispielsammlung zur Musikgeschichte, Neuausgabe 20. Laaber: Laaber Verlag. ISBN 3-89007-623-8
- Talbot, Michael. 2001. "Corelli, Arcangelo". The New Grove Dictionary of Music and Musicians, second edition, edited by Stanley Sadie and John Tyrrell. London: Macmillan Publishers.